# 조이드 제네시스
조이드 제네시스(ゾイドジェネシス)는 조이드 시리즈 애니메이션의 네 번째 작품이다.

## 스토리
대재앙 혹은 신의 분노라고 불리는 사건으로 행성Zi에 그 번영을 자랑하던 문명은 몰락했지만, 이 황폐화 된 세계에도 새롭게 문명의 싹은 트고 있었다. 
변경마을 미로드에서 조이드 발굴을 대대로 해온 루지는 어느날 바다 속에서 라이거 형의 조이드를 발굴하게 되고, 그러던중 마을의 제네레이터를 노리고 디갈드 무국의 군대가 처들어왔고 마을 사람들은 이에 대항하나 바이오 조이드를 상대로는 마을의 조이드들은 전혀 상대가 되지 않았고 이 과정에서 우연히 라이거 형 조이드인 무라사메 라이거를 움직이게 된 루지는 라 칸과 레 미이의 도움으로 디갈드 무국의 군대를 격퇴하지만 전투중에 마을의 제네레이터가 전투에 휘말려 부서지면서 이를 복구하기 위해 여행을 하고, 이 여행중 루지는 진정으로 평화를 되찾기 위해서는 디갈드 무국을 쓰러뜨려야 한다는 것을 깨닫고 일어서게 된다.